# Margarida Oliveira
Margarida Maria Lisbôa de Oliveira (Salvador, 9 de setembro de 1950), mais conhecida como Margarida Oliveira é uma advogada, servidora pública e ex-política brasileira, tendo sido filiada pela última vez ao Partido da Frente Liberal (PFL), foi deputada estadual pela Bahia, delegada do Ministério da Educação na Bahia e vice-prefeita de Vitória da Conquista, terceira maior cidade do estado.
Foi a primeira mulher candidata à prefeitura de Vitória da Conquista, na eleição municipal de 1982, alcançando o 3° lugar da disputa com 29,25% dos votos válidos, tendo sido derrotada por José Pedral Sampaio, de quem mais tarde, em 1993, seria eleita vice-prefeita.
Renunciou o mandato antes mesmo de tomar posse como vice-prefeita, optando por continuar no cargo de Deputada Estadual.
É mãe do ex-vereador de Vitória da Conquista Roberto Oliveira.

## Desempenho eleitoral
| Ano  | Eleição                           | Cargo             | Patido | Coligação                                                                  | N°    | Votos  | %      | Resultado  | Ref         |
| ---- | --------------------------------- | ----------------- | ------ | -------------------------------------------------------------------------- | ----- | ------ | ------ | ---------- | ----------- |
| 1982 | Municipal de Vitória da Conquista | Prefeita          | PDS    | Sem Coligação                                                              | 11    | 14.333 | 29,25% | Não Eleita | [ 4 ]       |
| 1988 | Municipal de Vitória da Conquista | Vice-prefeita     | PDS    | União da Conquista rumo à Prefeitura PDT, PFL, PSC, PTB e PL               | 12    | 20.315 | 34,12% | Não Eleita | [ 4 ]       |
| 1990 | Estadual da Bahia                 | Deputada Estadual | PFL    | Vamos Salvar a Bahia PFL, PDS, PTB, PL, PDC, PST                           | 25249 | 22.763 | -      | Eleita     | [ 7 ]       |
| 1992 | Municipal de Vitória da Conquista | Vice-prefeita     | PFL    | Conquista acima de tudo PSB, PFL, PDS, PTB, PL, PRN, PTR, PSC, PSDB, e PPS | 40    | 35.488 | 49,31% | Eleita     | [ 4 ]       |
| 1994 | Estadual da Bahia                 | Deputada Estadual | PFL    | Vontade do Povo PFL, PPR, PTB, PP, PL, PSC                                 | 25123 |        | -      | Não Eleita | [ 4 ] [ 3 ] |
| 1998 | Estadual da Bahia                 | Deputada Estadual | PFL    | Luís Eduardo Magalhães PFL, PL, PMDB, PPB, PTB, PSC, PRN, PST, PTdoB       | 25123 | 9.902  | -      | Não Eleita | [ 8 ]       |
| 2000 | Municipal de Vitória da Conquista | Vereadora         | PFL    | PFL, PL, PTB                                                               | 25123 | 1.520  | -      | Não Eleita | [ 9 ]       |